# Kaletepe Deresi
Kaletepe Deresi é um sítio arqueológico do Paleolítico Inferior e Médio situado na região do Monte Göllü (Göllü Dağ), no sudeste na província província de Niğde, Anatólia Central, Turquia.
O sítio foi descoberto em 2000 e nele existem pelo menos três níveis arqueológicos. Existem diversos vulcões na região, o que está na origem de diversos depósitos de obsidiana, uma matéria-prima de grande importância para a produção de utensílios de pedra na Pré-história, a qual era uma mercadoria amplamente difundida ao longo de toda a Pré-história. Os artefatos descobertos consistem sobretudo em ferramentas de pedra lascada. Os restos de animais estão limitados a uma mandíbula de um equídeo duma espécie extinta e alguns dentes isolados num dos níveis do Paleolítico Médio. A fase mais recente de Kalatepe Deresi é um sítio do Paleolítico Médio com lascamento Levallois e raspadores e pontas musterienses.
Abaixo desse nível mais recente existem dois níveis mais antigos, interpretados como sendo do Acheulense com base na presença de grandes cortadores[a] e outras ferramentas de corte, bem como machados bifaces. Os fendedores (cutelos de pedra) destes níveis foram os primeiros utensílios desse tipo encontrados in situ na Turquia. Kaletepe Deresi 3 é o sítio paleolítico estratificado mais antigo até agora conhecido na Turquia.